# Диявол — мавпа Бога
Диявол — мавпа Бога (лат. Diabolus (est) simia Dei) — відома сентенція, що виникла в середньовічній Німеччині; часто зустрічається у працях Мартіна Лютера. Пізніше приписувалася різним Отцям Церкви II—IV століття (Василій Великий, Аврелій Августин, Тертуліан тощо).
Аврелій Августин називає Сатану «мавпою Бога», бо той нібито невдало наслідує Його. Карл Юнг в праці «Психологія і алхімія» наводить цей вислів для відображення образу трикстера.
Сентенція "Диявол — мавпа Бога" відображає ідею, що диявол є імітатором Бога, намагаючись наслідувати Його у всьому. У християнській теології диявол представлений як викривлена копія Бога, створюючи ілюзію божественності у своєму злі. Ця ідея походить від переконання, що диявол не здатний до оригінальності і тільки копіює Божі дії і атрибути, часто пародіюючи їх з метою обману людства. Ця концепція була популярною серед ранніх отців церкви та богословів середньовіччя.